# Vuk Mitošević
Vuk Mitošević (Újvidék, 1991. február 12. –) szerb utánpótlás-válogatott labdarúgó, a FK Radnik Surdolica játékosa.

## Pályafutása

### Klubcsapatokban
Mitošević az FK Vojvodina akadémiáján nevelkedett, 2010-ben mutatkozott be a szerb élvonalban egy Mladi radnik elleni győztes mérkőzésen.  A 2017–2018-as szezonban 34 bajnoki mérkőzésen kétszer volt eredményes a Radnik Surdulicában, azt megelőzően a Javor Ivanjica csapatában játszott. 2018 nyarán leigazolta őt a Kisvárda FC csapata. 2019 januárjában a klub felbontotta a szerződését. Január 14-én aláírt korábbi klubjához, a FK Vojvodina csapatához.

### Válogatottban
Mitošević többszörös szerb utánpótlás-válogatott labdarúgó, 2009 és 2012 között szerepelt az ország U19-es és U21-es csapataiban is.